# 汊河駅
汊河駅（さかえき）は、中華人民共和国安徽省来安県汊河鎮にある、南京地下鉄S4号線の駅である。

## 駅名
駅名については、事業着手当初は滁州市政府と南京地下鉄集団は「汊河鎮駅」の仮称を用いており、2022年9月2日に「汊河駅」を駅名として第一次公示され、2022年11月15日に駅名が「汊河駅」に決定したことが発表された。

## 隣の駅
南京地下鉄
■S4号線
張堡駅- 汊河駅 - 汊河新城駅